# Албореду, Жулия
Жулия Албореду (порт. Julia Alboredo; род.  12 января 1997, Сан-Паулу) — бразильская шахматистка, мастер ФИДЕ среди женщин (2014). Победительница чемпионата Бразилии по шахматам среди женщин (2020).

## Биография
В 2020 году Жулия Албореду победила в чемпионате  Бразилии по шахматам среди женщин, а год спустя заняла второе место на этом турнире.
Жулия Албореду представляла Бразилию в шахматных олимпиадах среди женщин:
- в 2016 году показала результат 4 из 9 на второй доске[2];
- в 2018 году показала результат 4,5 из 10 на второй доске[3].

В июле 2021 года Жулия Албореду приняла участие в Кубке мира по шахматам среди женщин в Сочи, где в 1-м туре проиграла польской шахматистке Йолянте Завадской со счетом 0,5:1,5.
За успехи в турнирах ФИДЕ в 2014 году присвоила ей звания мастера ФИДЕ среди женщин (WFM).

## Изменения рейтинга
| Графики недоступны из-за технических проблем. См. информацию на Фабрикаторе и на mediawiki.org. |